# Frankfurter FC Germania 1894
Frankfurter FC Germania 1894 was een Duitse voetbalclub uit de stad Frankfurt am Main. De club werd opgericht in 1894 en was een van de stichtende clubs van de Duitse voetbalbond in Leipzig in 1900. Het is ook de oudste club uit Frankfurt. De huidige Bundesligaclub Eintracht Frankfurt is ontstaan uit deze vereniging.

## Geschiedenis

### Pionier in Frankfurt
FFC Germania was een pionier in het Frankfurter voetbal. In de beginjaren waren er maar weinig teams uit de buurt waarmee de club zich kon meten. Twee van die teams kwamen uit het nabij gelegen Hanau: FC Viktoria 1894 Hanau en 1. Hanauer FC 1893, de oudste club uit de deelstaat Hessen. Andere clubs waar tegen gespeeld werd zoals Karlsruher FV, Freiburger FC en 1. FC Pforzheim lagen niet in Hessen en dus waren de teams lang onderweg naar elkaar voor een wedstrijd. Op 17 oktober 1897 stonden twee clubleden aan de wieg van de Zuid-Duitse voetbalbond.

### Voorganger van Eintracht Frankfurt
De club was erg populair en omdat er veel leden waren kon niet iedereen vaak spelen. Een aantal ontevreden leden verlieten de club en richtten op 8 maart 1899 Frankfurter FC Victoria 1899 op. Datzelfde jaar werden ook nog Frankfurter Fußball-Club von 1899 en Frankfurter Fußball-Club Kickers opgericht, ook door ex-Germania leden. Deze twee clubs fusioneerden reeds in 1900 en zo ontstond Frankfurter FC 1899 Kickers dat in 1904 de naam Fußballverein Kickers Frankfurt aannam. In 1911 fusioneerde de club dan met FC Victoria Frankfurt (het vroegere FFC Victoria). De fusieclub heette Frankfurter Fußballverein (Kickers-Victoria) von 1899, kortweg Frankfurter FV en deze fusioneerde in 1920 met Frankfurter Turngemeinde 1861 waaruit dan uiteindelijk Eintracht Frankfurt ontstond.

### Sportieve geschiedenis
In 1898 nam de club deel aan de eerste Zuid-Duitse eindronde. Na een overwinning op Hanau 93 kreeg de club een pak slaag van Mannheimer FG 1896 (7:1). In 1900 verloor de club van Hanau. Het jaar erop van stadsrivaal Victoria. Datzelfde jaar werd er ook voor het eerst een competitie in Frankfurt zelf georganiseerd, waar Germania de titel kon veroveren. 
Het volgende jaar werden ze in de halve finale uitgeschakeld door Hanau FC 93. Na opnieuw een jaar onderbreking plaatste de club zich weer voor de eindronde in 1903/04. Na een revanche op Mannheimer FG 1896 (4:0), stond de club opnieuw in de finale tegenover Karlsruher FV en verloor nu met 5:0. De club speelde intussen in de Westmaincompetitie, een heuse competitie met meer dan tien clubs. De volgende jaren werden ze geen kampioen meer.
In 1906 pachtte de club een eigen terrein van de stad, voorheen werd op een weide met andere clubs gespeeld. De openingswedstrijd daar werd voor 3.000 toeschouwers gespeeld tegen het Boheemse DFC Praag. In 1913 werd het gebied woongebied en moest Germania op zoek naar een nieuw terrein.
In 1908 voerde de Zuid-Duitse bond vier nieuwe competities in, Germania ging nu in de Nordkreisliga spelen. Na één seizoen degradeerde de club maar kon ook wel meteen terugkeren. De volgende jaren eindigde de club steevast in de lagere middenmoot en degradeerde opnieuw in 1913. 
Germania werkte samen met de Frankfurter Turnverein 1860 (FTV) waarvan de hockey-afdeling zich een jaar eerder al bij Germania had aangesloten. Op 1 augustus 1913 werd de club een onderdeel van de FTV als Fußballabteilung FC GERMANIA 1894 im FTV. De sportkring had een terrein van de stad gepacht voor lange duur en Germania had terug een stadion om te voetballen. Op 13 juni 1920 werd in het stadion voor 30.000 toeschouwers de finale om de Duitse landstitel gespeeld die door 1. FC Nürnberg gewonnen werd tegen SpVgg Fürth. 
In deze tijd vierde de club hoogtij in de Frankfurter stadsderby's. In 1919 werd FSV Frankfurt met 5-1 verslagen en twee jaar later Eintracht met dezelfde cijfers. De club speelde vele vriendschapswedstrijden tegen gerenommeerde clubs als MTK Boedapest, Young Boys Bern, Wacker Leipzig, Galatasaray Constantinopel en Wiener AC, die allen verslagen werden in Frankfurt. In 1922 maakte de club een reis naar Zweden, waar aan een toernooi werd deelgenomen met de beste clubs van het land. Germania won het toernooi en kreeg de beker hoogspersoonlijk overhandigd van koning Gustaaf V.
Na de oorlog voerde de Zuid-Duitse bond de Noordmaincompetitie in. Na een zwak eerste seizoen werd de club in 1920/21 vicekampioen achter de pas gevormde fusieclub Eintracht Frankfurt. Hierna werd de Maincompetitie ingevoerd die aanvankelijk uit vier reeksen bestond en over twee jaar werd teruggebracht naar één reeks. Germania won zijn reeks en versloeg in de halve finale ook Eintracht en plaatste zich zo voor de finale tegen VfL 03 Neu-Isenburg. Na een 1:0 overwinning verloor de club de terugwedstrijd met 3:0, maar omdat het doelsaldo niet telde kwam er een derde wedstrijd die Germania met 4:2 won. De club plaatste zich voor de Zuid-Duitse eindronde waarin ze meteen verloren van VfR Mannheim. Het volgende seizoen werd de club slechts zesde en overleefde dus de tweede schifting niet. 
In 1923 besloot de Deutsche Turnerschaft (Duitse turnbond) dat turn- en sportverenigingen gescheiden moesten worden waardoor Germania opnieuw onafhankelijk werd van FTV onder de naam 1. FFC Germania 1894. De club bleef wel op een vriendschappelijke basis omgaan met FTV en bleef ook het stadion gebruiken.
In 1925 promoveerde de club terug naar de hoogste klasse. Na drie seizoenen degradeerde de club opnieuw. In 1931 promoveerde de club terug, maar werd meteen laatste.
Zoals wel meerder organisaties in het land werd ook Germania gemanipuleerd door het regime toen de nazi's aan de macht kwamen in 1933. De club moest gedwongen fusioneren met VfL Sachsenhausen 03 en werd zo VfL Germania 1894 Frankfurt.

## Erelijst
Kampioen Main
1922